# Potentilla angarensis
Potentilla angarensis är en rosväxtart som beskrevs av Mikhail Grigoríevič Popov. Potentilla angarensis ingår i Fingerörtssläktet som ingår i familjen rosväxter. Inga underarter finns listade i Catalogue of Life.